# Liste von Zauberkünstlern
Ein Zauberkünstler, auch Zauberer oder Magier genannt, ist ein Künstler der darstellenden Zauberkunst, der durch Illusionen seinem Publikum scheinbar übernatürliche oder andere, die Wahrnehmung außer Kraft setzende sensationelle Vorgänge vortäuscht.

## A
- Michael Ammar (* 1956)
- Andino (eigentlich Andreas Michel * 1961)
- Criss Angel (* 1967)
- John Henry Anderson (1814–1874)
- Rolf Andra (eigentlich, Josef Fuchs 1907–1998)
- Theodore Annemann (1907–1942)
- Alexander Adrion (1923–2013)
- Max Auzinger (Bühnenname: Ben Ali Bey, 1838–1928)

## B
- Ken Bardowicks (* 1978)
- Thimon von Berlepsch (* 1978)
- Ali Bongo (1929–2009)
- Bartolomeo Bosco (1793–1863)
- Bellachini (1827–1885)
- Harry Blackstone (1885–1965)
- David Blaine (* 1973)
- Derren Brown (* 1971)
- Lance Burton (* 1960)

## C
- John Calvert (1911–2013)
- Ralfo Chefalo (1885–1963)[1]
- Magic Christian (* 1945)
- Milbourne Christopher (1914–1984)
- David Copperfield (* 1956)
- Tommy Cooper (1921–1984)
- Mr. Cox (1932–2012)

## D
- Günther Dammann (1910–1942)
- Paul Daniels (1938–2016)
- William Davenport (1841–1877)
- Dedi (ca. 2900 v. Chr.)
- David Devant (1868–1941)
- Gloria de Vos (Anneliese Voß 1918–1985), Ehefrau, Partnerin und Assistentin des Zauberkünstlers Kalanag[2]
- Ludwig Döbler (1801–1864)
- Werner Duda (1934–2021)
- Joseph Dunninger (1892–1975)

## E
- Matt Edwards (* 1982)
- Oliver Erens (* 1967)
- Ehrlich Brothers (* 1978 /* 1982)

## F
- Ottokar Fischer (1873–1940)
- Flip (* 1941)
- Julius Frack (* 1975)
- Steven Frayne (* 1982)
- Joseph Fröhlich, Hofnarr und Hoftaschenspieler am Hofe Augusts des Starken (1694–1757)
- Wiljalba Frikell (1817–1903)

## G
- Uri Geller (* 1946)
- Valentino Graziadei (1898–1965)

## H
- Leif Hansen (* 1946)
- Erik Jan Hanussen (1889–1933)
- Robert Harbin (1908–1978)
- Pit Hartling (* 1976)
- Richard Hatch (* 1955)
- Alexander Heimbürger („Herr Alexander“) (1819–1909)
- Doug Henning (1947–2000)
- Alexander Herrmann (1844–1896)
- Compars Herrmann (1816–1887)
- Johann Nepomuk Hofzinser (1806–1875)
- F. W. Conradi-Horster (1870–1944)
- Harry Houdini (1874–1926)

## J
- Kevin James (Zauberer) (* 1962)
- Ricky Jay (1946–2018)
- Joshua Jay (* 1981)

## K
- Fred Kaps (1926–1980)
- Kalanag (1903–1963)
- Alois Kassner (1887–1970)
- Jorgos Katsaros (* 1972)
- Harry Keaton (* 1969)
- Harry Kellar (1849–1922)
- Peter Kersten (1943–2023)
- Peter Heinz Kersten (1929–2004)
- Igor Kio (1944–2006)
- Hans Klok (* 1969)
- Buatier de Kolta (1847–1903)
- Anton Kratky-Baschik (1810–1889)

## L
- Chung Ling Soo (1861–1918)
- Fritz Lisetti (1889–1985)
- Shin Lim (* 1991)

## M
- Mellow (* 1992)
- Max Malini (1873–1942)
- Fu Manchu (1904–1974)
- Robert Marteau (* 1962)
- Charlie Martin (* 1972)
- Fredo Marvelli (1903–1971)
- Marvelli jr. (1932–2008)
- John Nevil Maskelyne (1863–1924)
- Luís de Matos (* 1970)
- Max Maven (1950–2022)
- Alexander Merk (* 1987)
- Moretti (1928–2013)
- John Mulholland (1898–1970)

## N
- Albin Neumann (1909–1990)
- Natias Neutert (* 1947)[3]

## O
- Okito (1875–1963)

## P
- Penn & Teller (* 1955 oder 1948)
- Philadelphia (vermutlich 1735–1795)
- Simon Pierro (* 1978)
- Punx, Künstlername, eigentlich Ludwig Franz Wilhelm Hanemann (1907–1996)

## R
- James Randi (1928–2020)
- Matthias Rauch (* 1982)
- Vincent Raven (* 1966)
- Fredo Raxon (1923–2008)
- Tony Rei (* 1957)
- Richiardi jr. (1923–1985)
- Eberhard Riese (1951–2025)
- Jean Eugène Robert-Houdin (1805–1871)
- August Roterberg (1867–1928)
- David Roth (Zauberkünstler) (* 1952)

- Jan Rouven (* 1977)
- Mario Richter (* 1983)
- Rovi - Ivor Parry (* 29. November 1919; † 9. Juni 1996)

## S
- Hieronymus Scottus (Girolamo Scotto) (um 1530–nach 1602)
- John Scarne (1903–1985)
- Siegfried und Roy (1939–2021)/(1944–2020)
- Michael Sondermeyer (* 1952)
- Cody Stone (* 1987)
- Alexander Straub (* 1995)
- Zati Sungur (1898–1984)

## T
- Amélie van Tass (* 1987)
- Juan Tamariz (* 1942)
- Thommy Ten (* 1987)
- Ernest Thorn (1853–1928)
- Helge Thun (* 1971)
- Howard Thurston (1869–1936)
- Tombeck (* 1974)
- Topas (* 1972)
- Trixini (bürgerlich: Hansjörg Kindler, 1933–2015)

## V
- Peter Valance (* 1980)
- Val Valentino (* 1956)
- Dai Vernon (1894–1992)
- Kurt Volkmann (1897–1958)

## W
- Wittus Witt (* 1949)
- Aloys Christof Wilsmann (1899–1966)

## Z
- Florian Zimmer (* 1983)
- Jochen Zmeck (1929–2012)